# Club Voleibol Vall d'Hebron
El Club Voleibol Vall d'Hebron de Barcelona, España. Compite en diversas categorías del voleibol en España, siendo su máximo exponente el equipo sénior femenino, que milita en Superliga.
También dispone de un segundo equipo femenino militando en Primera Nacional en el grupo B.